# Sainte-Croix-en-Plaine
Sainte-Croix-en-Plaine  (Heilig-Kreuz in tedesco, Heilikriz in alsaziano) è un comune francese di 3 024 abitanti situato nel dipartimento dell'Alto Reno nella regione Grand Est.

## Società

### Evoluzione demografica
Abitanti censiti